# دون شرودر
دون شرودر هو سياسي أمريكي، ولد في 20 مارس 1951. نشط حزبياً في الحزب الجمهوري. وقد انتخب عضو مجلس نواب كنساس ‏.

## وصلات خارجية
- الموقع الرسمي